# Gwyneth Jones
Gwyneth Jones, född 7 november 1936 i Pontnewynydd nära Pontypool i Gwent i Wales, är en walesisk sopran. 

## Biografi
Gwyneth Jones studerade vid the Royal College of Music i London, Accademia Musicale Chigiana i Siena vid International Opera Studio i Zürich. Hon debuterade 1962 som en mezzosopran i Glucks Orfeus och Eurydike vid Zürich Opera. Omkring 1964 började hon sjunga i högre röstläge, sopran och första rollen var Amelia i Verdis Un ballo in maschera. Genombrott fick Jones när hon 1964 hoppade in som ersättare för Leontyne Price som Leonora i Verdis Il Trovatore vid Royal Opera House Covent Garden i London. Jones är händ för tyngre sopranroller, som till exempel Richard Wagners Brünnhilde, Richard Strauss färgaren Baraks hustru och kejsarinnan i Die Frau ohne Schatten samt Puccinis Turandot. Som Brünnhilde deltog Jones i Nibelungens ring i Pierre Boulez/Patrice Chéreaus TV-inspelning. Från 2003 började Jones arbeta med operaregi. År 2008 sjöng rollen som Herodias i Richard Strauss Salome på Malmö Opera.
Gwyneth Jones fick flera höga utmärkelser som CBE (Commander, Order of the British Empire; 1976) och DBE, Dame Commander of the British Empire (1986), samt flera utländska utmärkelser: Verdienstkreuz 1. Klasse från Tyskland, Gold Ehrenmedalj i Wien, Österrikiskt Kors av första klassen, Shakespeare Prize och Puccini-priset. Hon är Kammersängerin vid både tyska och bayeriska statsoperorna. Från franska staten blev hon utnämnd till Commandeur de l’ordre des Arts et des Lettres.
Gwyneth Jones finns rikligt inspelad på skiva och beskrivs av många som en gigant. Vissa menar att ingen under 1900-talet kan jämföras med Dame Gwyneth Jones beträffande röstvolym och klang, samt inte minst hennes exemplariskt tydliga textning. Under en period av sin karriär besvärades sångerskan av ett uttalat vibrato, något som hon senare framgångsrikt skolade bort. Hon fick strålande recensioner för sin Brünnhilde vid Covent Gardens framförande av Wagners Der Ring des Nibelungen under slutet av 1970-talet. Hon delade rollen som Brünnhilde med Berit Lindholm och en recensent i den ansedda engelska tidskriften Opera skrev: "Covent Garden can congratulate themselves to have two such illustrious Brünnhildes". Jones presterade sent i karriären även en lysande Elektra i Richard Strauss opera med samma namn.